# Охрамиевичи
Охрами́евичи (укр. Охрамієвичі) — село в Корюковском районе Черниговской области Украины. Население 848 человек. Занимает площадь 3,894 км². Расположено на реке Передовка.
Код КОАТУУ: 7422486001. Почтовый индекс: 15313. Телефонный код: +380 4657.

## Власть
Орган местного самоуправления — Охрамиевичский сельский совет. Почтовый адрес: 15313, Черниговская обл., Корюковский р-н, с. Охрамиевичи, ул. Победы, 25а.